# Question suggestive
Une question suggestive est une question qui suggère la réponse, notamment une question dont il suffit de répondre par oui ou par non,, ou qui présente faussement une présupposition dans la question. Une telle question déforme la mémoire, incitant ainsi la personne à répondre d'une manière spécifique qui peut ou non être vraie ou cohérente avec ses sentiments réels, et peut être délibérée ou non intentionnelle.

## Recherches expérimentales en psychologie
Par exemple, la phrase « Ne pensez-vous pas que c'était faux ? » est plus suggestive que "Pensez-vous que c'était mal ?" malgré la différence d'un seul mot. Le premier peut faire pression subtilement sur le répondant pour qu'il réponde « oui », alors que le second est beaucoup plus direct. Des questions répétées peuvent faire croire aux gens que leur première réponse est fausse et les amener à changer leur réponse, ou cela peut amener les gens à répondre continuellement jusqu'à ce que l'interrogateur obtienne la réponse exacte qu'ils désirent. La diction utilisée par l'enquêteur peut également être un facteur d'influence sur la réponse donnée par la personne interrogée.
Des recherches expérimentales menées par la psychologue Elizabeth Loftus ont établi qu'essayer de répondre à de telles questions peut créer une confabulation auprès des témoins oculaires. Par exemple, les participants à une expérience peuvent tous visionner le même clip vidéo d'un accident de voiture. Les participants sont répartis au hasard dans l'un des deux groupes. On demande aux participants du premier groupe : « À quelle vitesse la voiture roulait-elle lorsqu'elle a dépassé le panneau d'arrêt ? » On pose aux participants des autres groupes une question similaire qui ne fait pas référence à un panneau d'arrêt. Plus tard, les participants du premier groupe sont plus susceptibles de se souvenir d'avoir vu un panneau d'arrêt dans le clip vidéo, même s'il n'y avait en fait aucun signe de ce type, soulevant de sérieuses questions sur la validité des informations obtenues par des questions mal formulées lors du témoignage des témoins.

## Droit
Dans les pays dont le système juridique repose sur la procédure accusatoire et contradictoire, il peut y avoir une prohibition des questions suggestives lors de l'interrogatoire des témoins.

### Droit québécois
En droit québécois, les questions suggestives aux témoins sont en règle générale interdites lors de l'interrogatoire en vertu de l'article 280 al. 2 CPC.
D'après la doctrine, il existe des exceptions à la prohibition des questions suggestives lors de l'interrogatoire en chef : 
- question suggestives permises pour les faits introductifs, c'est-à-dire pour situer les choses avec le témoin et l'accueillir au tribunal ou lui demander s'il est stressé à cette occasion ;
- question suggestives permises pour les faits préliminaires, c'est-à-dire on peut poser des questions oui/non pour réitérer qu'une personne a été poursuivie et qu'une procédure a été intentée ;
- questions suggestives permises pour les faits non contestés, alors il est possible de poser ces questions oui/non concernant des faits que la partie interrogée n'a pas contesté.

D'autre part, l'art. 280 al.2 CPC affirme que les questions suggestives sont permises à l'interrogatoire en chef dans les cas suivants : 
- quand le témoin tente d'éluder la question ;
- quand le témoin cherche à favoriser une autre partie ou qu'il a des intérêts opposés à la partie qui l’interroge (par ex. le défendeur lui-même ou bien un témoin qui change d'allégeance en cours de procédure).

Lors du contre-interrogatoire, les questions suggestives sont en revanche permises, d'après l'art. 280 al. 3 CPC.